# Помянённый Камень
Помянённый или Колчимский Камень — гора на севере Пермского края в Красновишерском районе, в 30 км на восток от Красновишерска.
Помянённый камень — западный отрог Уральского хребта. Наивысшая отметка составляет 780 м. Протяженность возвышенности составляет около 9 км. Общая площадь — 1100 га. Скалы сложены из крупного кварцевого песчаника белого и красного цветов, имеют горизонтально-слоистую структуру.
Помянённый Камень — памятник природы регионального значения, является туристическим объектом для пеших походов, представляет интерес для скалолазания и альпинизма.